# Aleksandr Serafimovitj

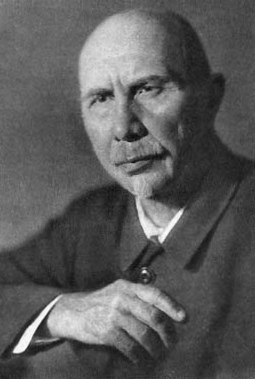
Aleksandr Serafimovitj.

Aleksandr Serafimovitj (ryska: Александр Серафимович, egentligt efternamn Popov), född 1863 i Nizjnekurmojarskaja i Rostov oblast, död 1949 i Moskva, var en rysk författare.

## Biografi
Aleksandr Serafimovitj var av gammal kosacksläkt och växte upp i Donområdet. Han studerade vid Sankt Petersburgs universitet och blev bekant med Aleksandr Uljanov, Vladimir Lenins äldre bror. Eftersom Aleksandr Serafimovitj engagerade sig i den revolutionära rörelsen blev han förvisad till Mezen i norra Ryssland, något som gjorde honom till övertygad marxist.
Serafimovitj debuterade med realistiska skildringar av böndernas liv. Senare skrev han om arbetare och är jämte Gorkij en av de första ryska proletärförfattarna. Kollektivromanen Järnströmmen som behandlar ryska inbördeskriget räknas till hans främsta verk. Just den brändes ofta vid bokbålen runt om i Nazityskland 1933.

## Verk översatta till svenska
- Det unga Ryssland: berättelser. 2, 1903 (noveller av bland andra "A. Serafimovitsch")
- Järnströmmen: roman från ryska revolutionen 1917, 1930, senaste utgåva 1976 (Zeleznyj potok 1924)
- Sällsam natt: berättelser, i urval och övers. av Asta Wickman, 1978